# Tigridia suarezii
Tigridia suarezii är en irisväxtart som beskrevs av Aarón Rodr. och Ortiz-cat. Tigridia suarezii ingår i släktet Tigridia och familjen irisväxter. Inga underarter finns listade i Catalogue of Life.